# ترافيس صموئيل
ترافيس صموئيل هو دراج كندي، ولد في 18 أكتوبر 1994.